# ما ساختیمش
«ما ساختیمش» (بهانگلیسی: We Made It) ترانهای از گروه راک آمریکایی لینکین پارک است. این ترانه با همکاری ترور تاهیم اسمیت جی آر ساخته شده‌است؛ همچنین "ما ساختیمش" توسط "Cool & Dre"، براد دلسون و مایک شینودا (عضو گروه) تهیه شده‌است.
این ترانه در بیشتر کشورهای اروپایی و آمریکا توانست موفقیت خوبی بدست آورد و جزو ۱۰۰ تای نخست جدول‌ها جای گیرد.

## جدول‌ها

### جدول هفتگی
| جدول ۲۰۰۸                 | جایگاه |
| ------------------------- | ------ |
| Australian Singles Chart  | ۳۷     |
| Canadian Hot 100          | ۴۰     |
| U.S. Billboard Hot 100    | ۶۵     |
| U.S. Billboard Pop 100    | ۴۷     |
| Irish Singles Chart       | ۱۲     |
| UK Singles Chart          | ۱۰     |
| New Zealand Singles Chart | ۱۳     |
| Swedish Singles Chart     | ۲۴     |
| Danish Singles Chart      | ۳      |
| German Singles Chart      | ۱۱     |
| Norwegian Singles Chart   | ۱۱     |

### جدول سالانه
| جدول سال ۲۰۰۸         | جایگاه |
| --------------------- | ------ |
| جدول تک‌آهنگ‌های آلمان  | ۹۱     |
| جدول تک‌آهنگ‌های انگلیس | ۸۹     |